# Флеуран (Долина Аосте)
Флеуран је насеље у Италији у округу Долина Аосте, региону Долина Аосте.
Према процени из 2011. у насељу је живело 258 становника. Насеље се налази на надморској висини од 375 м.